# Ațel
Ațel [aˈtsel] (veraltet Oțel; deutsch Hetzeldorf, siebenbürgisch-sächsisch Häzelderf, ungarisch Ecel) ist ein Ort im Kreis Sibiu in der Region Siebenbürgen in Rumänien.

## Lage

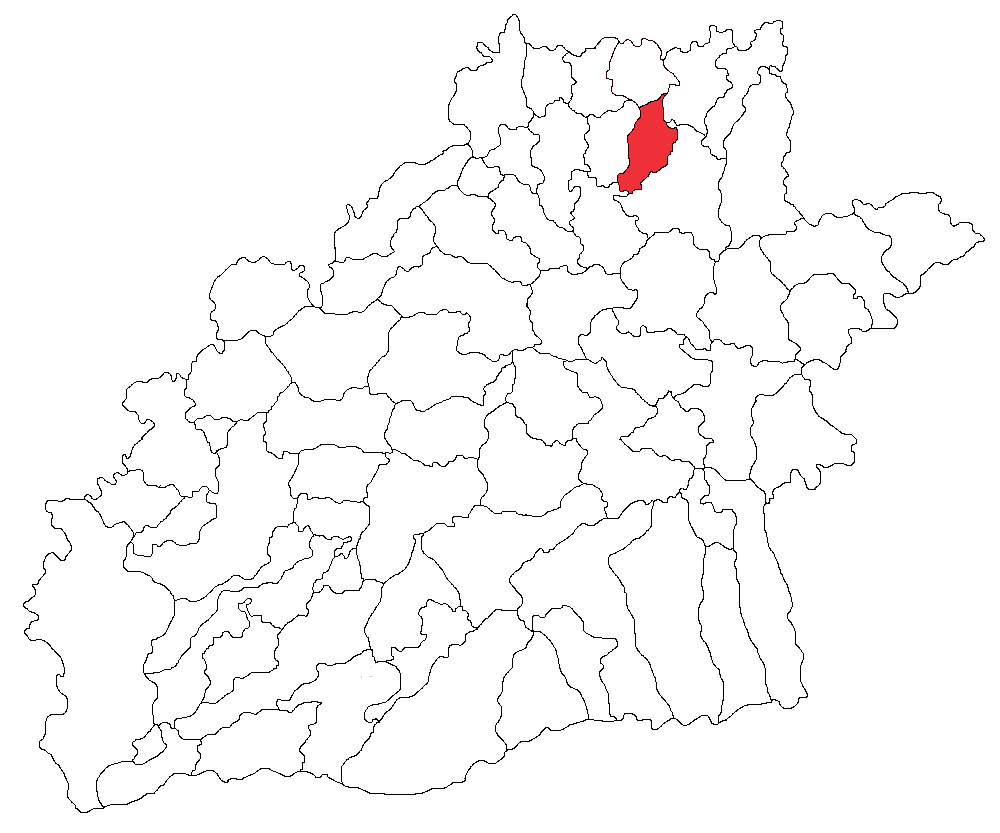
Lage von Ațel im Kreis Sibiu

Ațel liegt im Siebenbürgischen Becken in einem linken Seitental der Târnava Mare (Große Kokel). An der Kreisstraße (Drum județean) DJ 142F etwa 14 Kilometer östlich von Mediaș, vier Kilometer südlich der Nationalstraße DN 14 (Hermannstadt–Sighișoara), befindet sich der Ort im Norden des Kreises etwa 48 Kilometer (Luftlinie) nördlich von der Kreishauptstadt Sibiu entfernt. Weiden, Weinberge und Büffelherden prägen die Umgebung.
Der Ortsname wird vom Rufnamen Hetzel abgeleitet. In der Mundart wird der Name Hazelderf ausgesprochen. Die zugewanderten Rumänen sprachen den Namen Ațeldorf aus, woraus schließlich der heute offizielle Name Ațel wurde.

## Geschichte

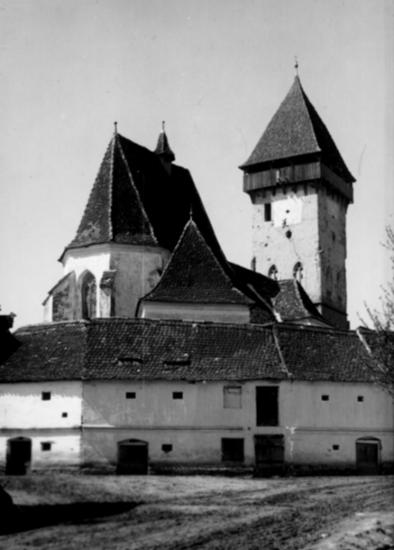
Kirchenburg in Ațel

Archäologische Funde geben Aufschluss über eine Besiedlung in der Jungsteinzeit. Es finden sich auch keltische und hellenistisch-römische Relikte bis hin zur Zeit der Völkerwanderung. Im Zuge der Kolonisierung Siebenbürgens durch deutsche Siedler im 12./13. Jahrhundert wurde auch Hetzeldorf gegründet.
1283 wird der Ort als villa Echelini erstmals urkundlich erwähnt. Um 1397 gab es bereits eine deutsche Schule. 1471 wird in einer Urkunde des ungarischen Königs Matthias Corvinus eine Kirchenburg in der „villa nostra saxonicalis Eczel“ genannt. Damit ist die bewehrte Nikolauskirche gemeint, eine spätgotische Pfeilerbasilika, deren Bauarbeiten schon 1380 begannen. Um 1545 trat das Dorf zur Reformation über.
Im 17. Jahrhundert führten Türkeneinfälle, Pest und Bürgerkriege zu einem wirtschaftlichen und demografischen Rückgang, der Hetzeldorf dem Untergang nahe brachte. In dieser Zeit siedelten sich auch die ersten Rumänen an, die 1784 eine steinerne Kirche und Schulen bauten.
1874 erreichte der evangelische Pfarrer durch seine Fürsprache die Errichtung einer Haltestelle an der bedeutenden Eisenbahnstrecke von Klausenburg nach Kronstadt.
Um 1900 waren die Weinreben – eine der wichtigsten wirtschaftlichen Grundlagen – fast gänzlich durch die Reblaus vernichtet worden. Nur die Anpflanzung reblausresistenter Weinstöcke rettete den Weinbau in Hetzeldorf (siehe: Weinbau in Rumänien).
Nach dem Ersten Weltkrieg fiel Siebenbürgen an Rumänien. Auch in Hetzeldorf kam es zur entschädigungslosen Enteignung von Ackerflächen der Sachsen. 1925 wurde der Gemeindesaal und 1938 die Neue Schule gebaut, 1936 die rumänische Staatsschule.
Als Folge des Zweiten Weltkrieges wurden ca. 213 arbeitsfähige deutsche Männer und Frauen im Januar 1945 für fünf Jahre in die Sowjetunion zur Zwangsarbeit verschleppt. 1946 wurden etwa 80 rumänische Familien in die Häuser der Verschleppten einquartiert. Der Bodenbesitz der Sachsen wurde entschädigungslos enteignet und Rumänen zugeteilt. Die deutsche Schule und die evangelische Kirche blieben bestehen und sicherten den Weiterbestand der Sachsen im Ort. Für die sächsische Bevölkerung entstand aber eine große wirtschaftliche Notlage, lebte sie doch bisher ausschließlich von der Landwirtschaft. Erst die Gründung einer Landwirtschaftlichen Genossenschaft 1952 milderte diese Umstände.
1956 wurde Hetzeldorf an das Stromnetz angeschlossen und 1958 mit Erdgas versorgt. 1968 entstand die Großgemeinde Ațel durch die Eingemeindung der Nachbarorte Dupuș (Tobsdorf), Alma (Almaschken), Șmig (Schmiegen) und Giacăș (Jakobsdorf). 1969 wurde ein ärztliches Zentrum eingerichtet und so die medizinische Versorgung wesentlich verbessert. Nach 1975 wurden die Hauptgassen und der Weg zum Bahnhof asphaltiert. 1984 kamen die ersten Telefonanschlüsse hinzu.
Durch den Zusammenbruch des diktatorischen Regimes nach der Revolution von 1989 hoffte die deutsche Bevölkerung auf die Rückgabe des enteigneten Bodens; sie wurde jedoch enttäuscht und nutzte die zugestandene Reisefreiheit zur Massenauswanderung nach Deutschland. Rumänen aus allen Landesteilen erwarben die billigen Immobilien und siedelten sich im Ort an. 1997 wohnten schließlich nur noch 45 deutschstämmige Menschen in Ațel, zumeist im 1990 gegründeten Altenheim.
Die Gemeinde Ațel wurde am 24. Februar 2004 durch die Loslösung der Orte Alma, Giacăș und Șmig neu organisiert, somit bildete Ațel mit dem Dorf Dupuș eine Gemeinde.

## Bevölkerung
Die Bevölkerung der heutigen Gemeinde entwickelte sich wie folgt:
| 1850 | 2.154 | 805   | 110 | 1.222 | 17            |
| 1900 | 2.047 | 671   | 24  | 1.350 | 2             |
| 1941 | 2.433 | 718   | 24  | 1.690 | 1             |
| 1977 | 2.347 | 867   | 15  | 1.255 | 210           |
| 1992 | 1.527 | 1.078 | 46  | 249   | 154           |
| 2002 | 1.540 | 1.288 | 34  | 92    | 126           |
| 2011 | 1.429 | 1.138 | 20  | 77    | 194           |
| 2021 | 1.263 | 1.018 | 16  | 57    | 172 (86 Roma) |

Die höchste Einwohnerzahl auf dem Gebiet der heutigen Gemeinde wurde 1941 ermittelt, die der Rumänen 2002, der Rumäniendeutsche 1941, der Ungarn 1850 und die der Roma 1977. Während auf dem Gebiet der heutigen Gemeinde seit den Volkszählungen von 1880 bis 1941 etwa doppelt so viele Siebenbürger Sachsen wie Rumänen lebten, wohnten in Dupuș selbst bis etwa 1977 weiterhin doppelt so viele Siebenbürger Sachsen wie Rumänen. Des Weiteren wurde im Ort Dupuș 1992 ein Slowake registriert. 2002 lebten auf dem Gebiet der Gemeinde 1.288 Rumänen (1.095 in Ațel), 118 Roma (116 in Ațel), 92 Rumäniendeutsche (60 in Ațel) und 34 Ungarn (31 in Ațel).

## Sehenswürdigkeiten
- Die Kirchenburg mit ihren Torwehren, mit reichhaltigen Steinmetzarbeiten des Hermannstädter Steinmetzen Andreas Lapicida, und einem barocken Altar des Schäßburger Meisters Johannes Folbert, steht unter Denkmalschutz.[7]
- Der Friedhof und die Bergkapelle[8]
- Das evangelische Pfarrhaus

## Persönlichkeiten
- Lukas Graffius (1667–1736), evangelischer Bischof in Siebenbürgen von 1711 bis 1736
- Gerhard Juchum (1932–1977), Bildhauer[9]